# Neoceratodus
Neoceratodus is een geslacht van longvissen van de familie Neoceratodontidae. De bestaande Australische longvis (Neoceratodus forsteri) is het enige overgebleven lid van dit geslacht, maar het was vroeger veel algemener en was verspreid over Afrika, Australië en Zuid-Amerika. Soorten waren ook veel diverser in lichaamsbouw; de Krijt-soort Neoceratodus africanus was bijvoorbeeld een gigantische soort die naast Spinosaurus leefde in wat nu de Kem Kem-formatie van Marokko is. De vroegste fossielen van dit geslacht zijn van Neoceratodus potkooroki uit de Griman Creek-formatie uit het Midden-Krijt (Albien-Cenomanien) van Australië. Overblijfselen uit het Laat-Jura van Uruguay die aan dit geslacht zijn toegewezen, behoren waarschijnlijk niet tot het geslacht.

## Soorten
- †Neoceratodus africanus
- †Neoceratodus eyrensis
- Neoceratodus forsteri (Queensland longvis)
- †Neoceratodus potkooroki
- †Neoceratodus nargun
- †Neoceratodus palmeri

Twee soorten die voorheen werden geclassificeerd in Neoceratodus, Neoceratodus gregoryi en Neoceratodus djelleh, zijn sindsdien opnieuw geclassificeerd in respectievelijk de geslachten Mioceratodus en Archaeoceratodus als Mioceratodus gregoryi en Archaeoceratodus djelleh.